# Domenico Morosini (Bürgermeister)
Domenico Morosini (* 1768 in Venedig; † 22. April 1842 in Venedig) war von November 1827 bis März 1834 eingesetzter Bürgermeister (Podestà) des zu dieser Zeit österreichischen Venedigs. Ihm folgte Giuseppe Boldù im Amt.

## Leben
1797 besetzte Napoleon Venedig, das von 1798 bis Ende 1805 an Österreich fiel, um dann wieder bis 1815 an Frankreich zu gehen. Schließlich kam es mit dem Wiener Kongress bis 1866 erneut an Österreich.
Morosini, der einer der bedeutendsten Adelsfamilien Venedigs entstammte, war mit einem überaus guten Gedächtnis ausgestattet und von mathematischer Begabung. Er übersetzte Ovid, verfasste zwei Tragödien (Medea und Giulio Sabino, 1806). Er heiratete 1816 Marietta Da Rio aus Padua, mit der er vier Kinder hatte. Doch sie starb bereits im Alter von 32 Jahren.

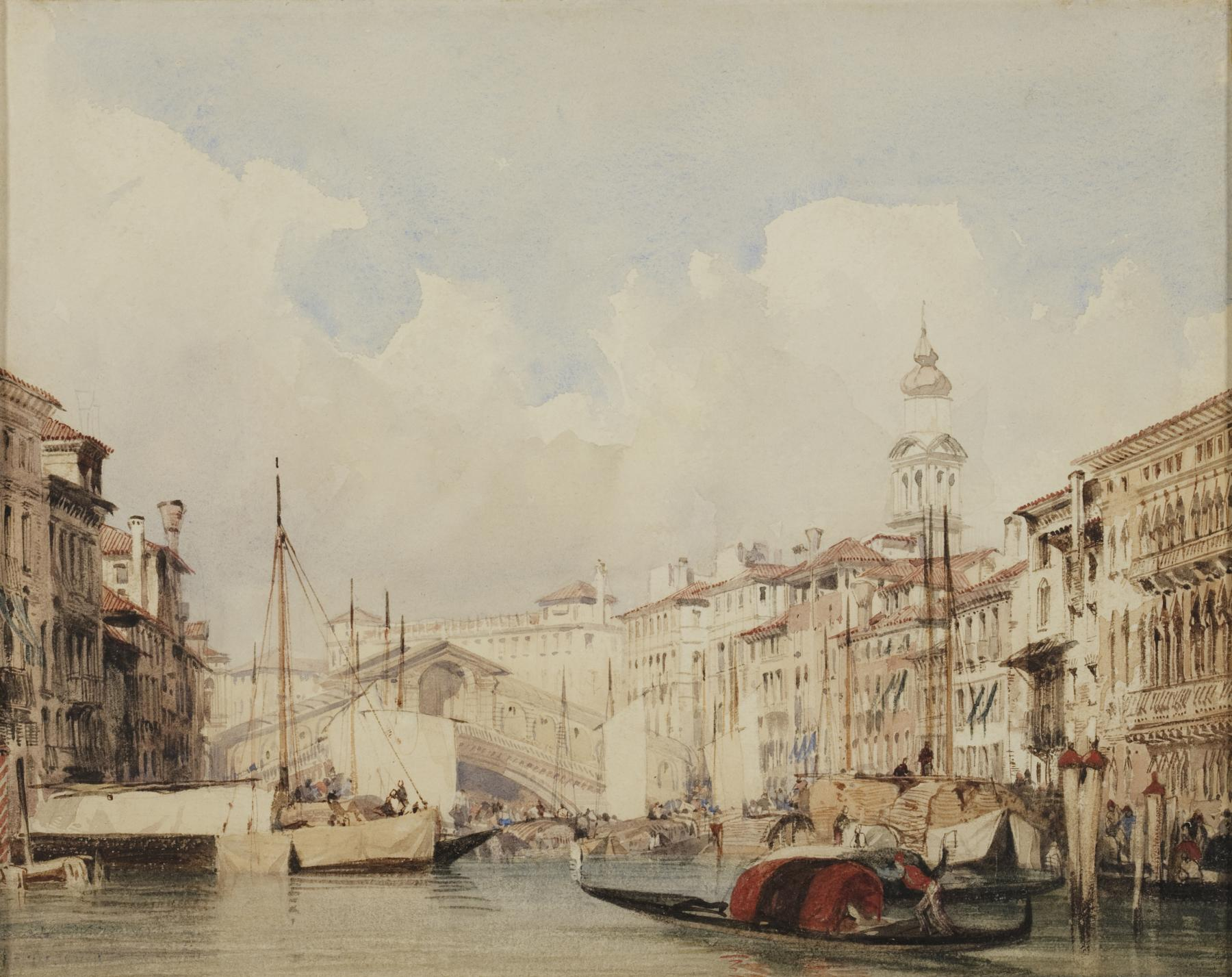
Richard Parkes Bonington: A View of the Rialto Bridge, Wasserfarbe auf Papier, um 1826, Museum of the Shenandoah Valley

Domenico Morosini, der in jungen Jahren ein Sonett geschrieben hatte, das durch die Indiskretion eines Freundes veröffentlicht wurde, musste eine nur leichte Strafe hinnehmen. Kaiser Franz I. von Österreich sah über das Werk hinweg und berief ihn am 27. Oktober 1827 zum Podestà von Venedig. Am 21. März 1831 bestätigte er ihn für weitere drei Jahre in diesem Amt, nachdem er am kaiserlichen Hof um die Umwandlung Venedigs in einen Freihafen ersucht hatte. Diesem Ersuchen wurde stattgegeben. Wenige Monate später machte er Morosini zum Kämmerer.
Als Podestà ließ Morosini einen Plan zur Wiederherstellung der verfallenden Stadt ausarbeiten. Unter Leitung des Ingenieurs Antonio Boni wurden Straßen und Brücken repariert und die Kanäle gereinigt.
Nach seinem Tod verfasste Pietro Zorzi eine Eloge auf Morosini, die den Titel Rimembranze trug.